# Grönområde
Ett grönområde är ett allmänt begrepp för alla typer av mark i bebyggelse som inte täcks av byggnader eller hård beläggning.
Till grönområde kan räknas naturområden, underhållna parker, impedimentytor, planteringar eller klippta gräsmattor.